# László Paál
László Paál (30. července 1846, Zam, župa Hunedoara, Rumunsko – 4. března 1879, Charenton-le-Pont, Francie) byl maďarský malíř a impresionista.

## Životopis
Studoval od roku 1864 na Vídeňské akademii výtvarných umění a byl tam od roku 1866 žákem německého malíře Alberta Zimmermanna. V roce 1869 představil poprvé některá svá díla na výstavě v Mnichově a seznámil se s malíři francouzské barbizonské školy. Společně s Eugenem Jettelem jel v roce 1870 na studijní cestu do Nizozemí a ve stejném roce nastoupil na doporučení Munkácsyho na Akademii výtvarných umění v Düsseldorfu. Následující rok cestoval na pozvání obchodníka s uměním do Londýna, kde se setkal, mimo jiné, s obrazy Johna Constabla.
V roce 1873 sám žil v Barbizonu a byl následně pravidelným účastníkem pařížského Salonu. Roku 1873 získal ocenění za Západ slunce na Světové výstavě ve Vídni a roku 1878 za Cestu v lese Fontainebleau na Světové výstavě v Paříži. Zemřel v roce 1879 a zanechal 65 obrazů; jeho majetek byl vydražen v roce 1880 v Paříži.
Byl nejlépe známý pro své realistické krajinomalby; silně ho ovlivnili Mihály Munkácsy, Max Liebermann a Carl Fredrik Hill. Dnes Paál platí za jednoho z nejdůležitějších a nejvlivnějších krajinářů v Maďarsku.

## Dílo

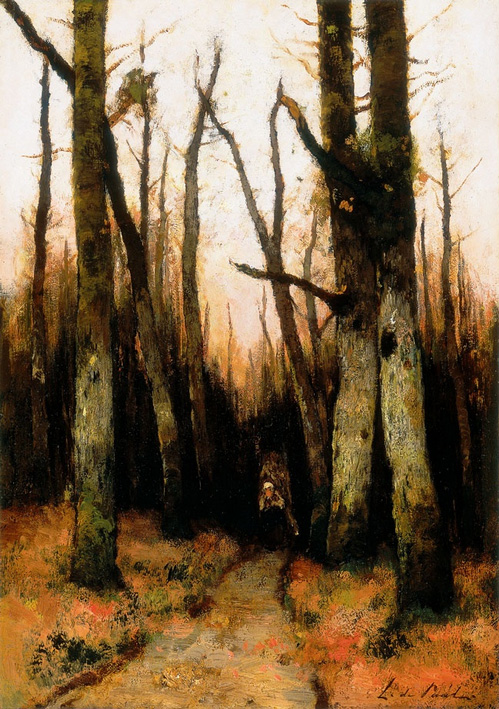
Rőzseszedő
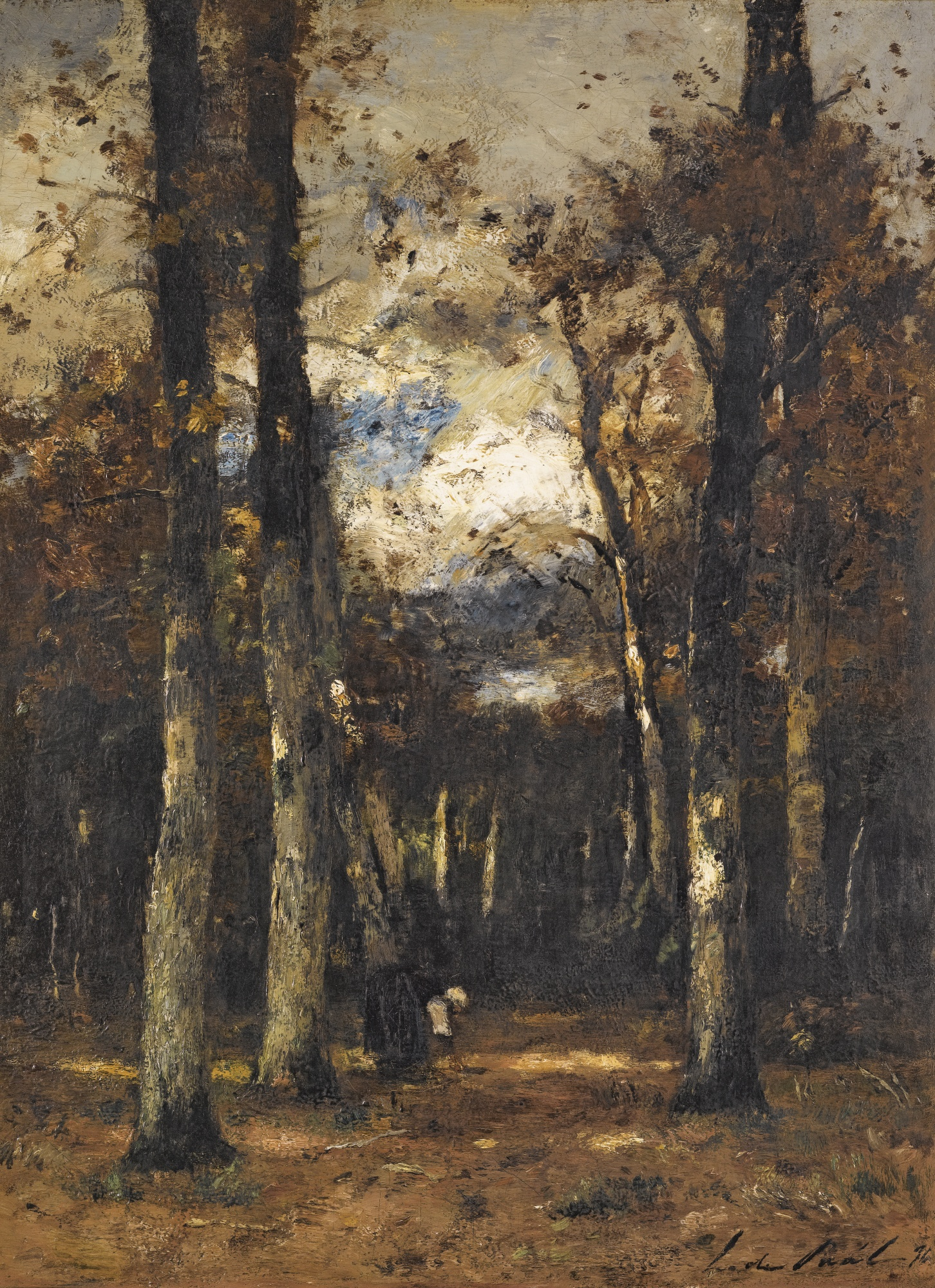
Fontainebleau
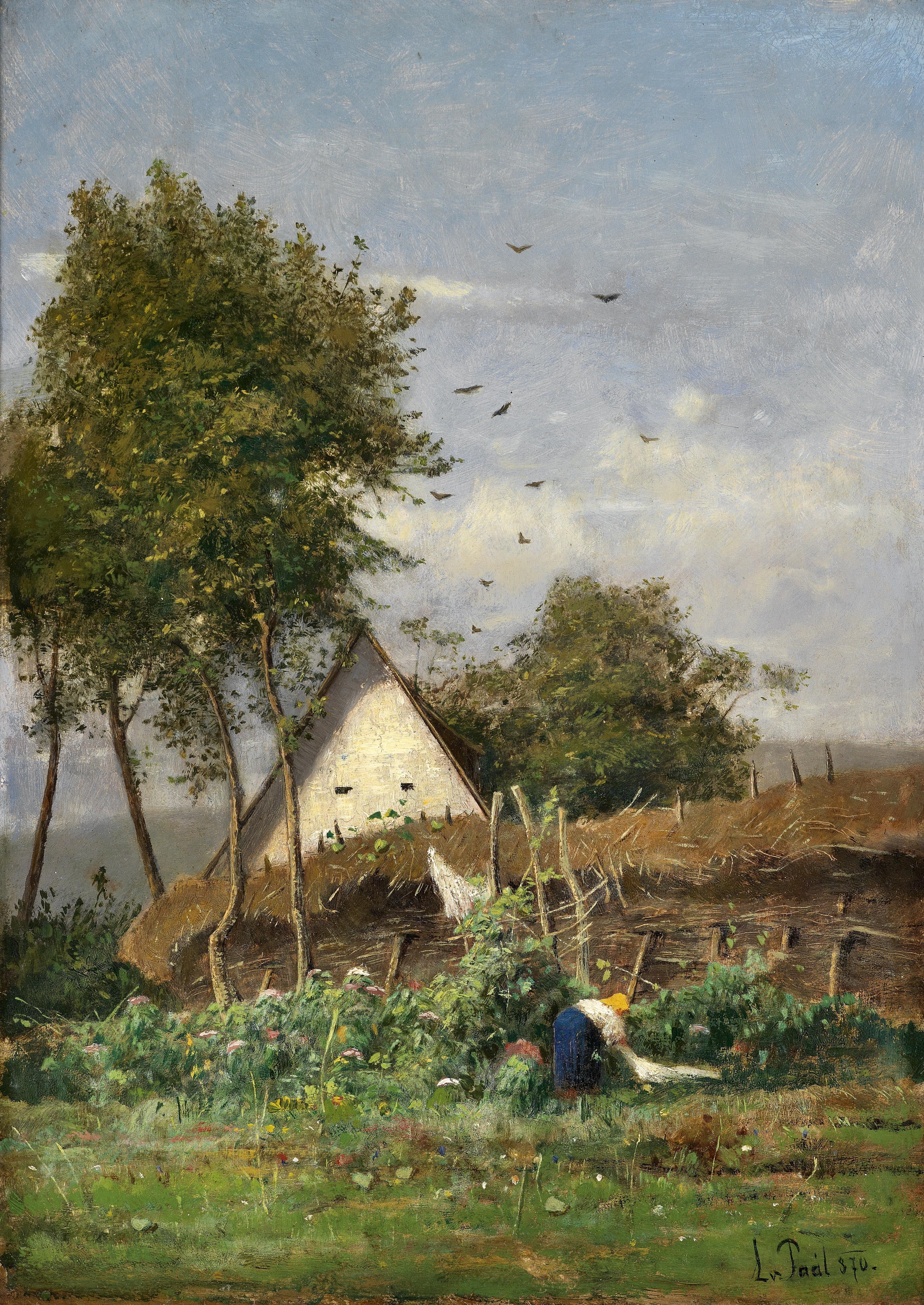
Kertben